# Flughafen Graz
Flughafen Graz (IATA: GRZ, ICAO LOWG), ook bekend als Thalerhof is de luchthaven van Graz. De luchthaven handelde in 2017 959.166 passagiers af. Hiermee is het de op-vier-na drukste luchthaven van Oostenrijk. Het vliegveld ligt in het zuiden van Oostenrijk, circa 40 km van de grens van Slovenië. De luchthaven is het gehele jaar in gebruik, maar 's winters is het rustiger dan 's zomers wanneer er veel vakantievluchten worden uitgevoerd naar o.a. Spanje, Griekenland, Kroatië en Egypte.

## Geschiedenis
De bouw van de luchthaven begon in 1913 met de bouw van een grasbaan en wat hangars. De eerste vlucht was in 1914. De eerste commerciële vlucht in Oostenrijk, in 1925, had de route Wenen-Graz-Klagenfurt. In 1937 begon de bouw van een terminal en kon de luchthaven zijn eerste passagiers opschrijven.
Aan het eind van de Tweede Wereldoorlog werd Oostenrijk verboden om van een vloot gebruik te maken. Na de heropening van de Oostenrijkse luchtruim, in 1951, werd een nieuwe betonnen baan van 1500 meter gebouwd. Deze startbaan werd verlengd naar 2000 meter in 1962. Het netwerk van de luchthaven groeide sloom en de eerste internationale vlucht, naar Frankfurt, begon in 1966. In 1969 werd de startbaan opnieuw verlengd, ditmaal naar 2500 meter. De bouw van een moderne, nieuwe terminal begon snel. Speciale gebeurtenissen van de luchthaven waren de landing van de Concorde in 1981 en de landing van een boeing 747 op de 70ste verjaardag van de luchthaven. Tien jaar later werd een nieuw gebouw gebouwd die een capaciteit van 750.000 passagiers per jaar aankon. De laatste verlenging was in 1998, de startbaan werd toen naar 3000 meter verlengd.
In het begin van de 21e eeuw kwam het passagiersaantal boven de 750.000 en in 2004 zelfs boven de 900.000 wat leidde tot een uitbreiding van de terminal in 2003 en de bouw van een nieuwe terminal in 2005. In de zomer van 2015 ontving de luchthaven twee nieuwe routes naar Europese hubs; Swiss International Air Lines naar Zürich en Turkish Airlines naar Istanbul-Atatürk.

## Vervoer naar de luchthaven

### Bus
Een bushalte voor het openbaar vervoer van / naar Graz vindt u naast het aankomstgebied. Een andere bushalte, genaamd Abtissendorf Abzweigung Flughafen, ligt op circa 700 meter van de luchthaven en wordt bediend door extra buslijnen.

### Trein
De luchthaven ligt op loopafstand (ruim 500 meter) van het Graz Airport-treinstation op de lijn S5 (Graz naar Spielfeld-Straß). De reistijd tussen het treinstation van de luchthaven van Graz en het centraal station van Graz bedraagt elf minuten.

### Auto
De luchthaven van Graz is bereikbaar via de snelwegen A9 (afrit Kalsdorf) en de A2 (afrit Flughafen Graz / Feldkirchen).

## Bestemmingen en luchtvaartmaatschappijen
| Luchtvaartmaatschappij        | Bestemmingen |
| ----------------------------- | --- |
| Adria Airways                 | Charter: Kefalonia |
| Air Cairo                     | Charter: Hurghada, Marsa Alam, Sharm-el-Sheikh |
| Astra Airlines                | Charter: Paros |
| Austrian Airlines             | Düsseldorf, Frankfurt, Stuttgart, Wenen Charter: Chania, Corfu, Dubrovnik, Heraklion, Kos, Napels, Rhodos, Santorini, Skiathos, Thessaloniki, Zakynthos |
| Bulgarian Air Charter         | Charter: Burgas |
| Corendon Airlines             | Seizoensgebonden: Antalya |
| Croatia Airlines              | Charter: Brač |
| easyJet                       | Berlijn-Tegel |
| Eurowings                     | Seizoensgebonden: Heraklion, Palma de Mallorca, Düsseldorf                                                                                              |
| FlyEgypt                      | Charter: Hurghada |
| KLM                           | Amsterdam |
| Laudamotion                   | Seizoensgebonden: Palma de Mallorca |
| Lufthansa                     | München |
| People's Viennaline           | Charter: Ibiza |
| Small Planet Airlines         | Heraklion, Kos, Rhodos |
| Swiss International Air Lines | Zürich |
| Tailwind Airlines             | Charter: Antalya |
| Tunisair                      | Charter: Monastir |
| Turkish Airlines              | Istanbul-Atatürk |

- Gemeinsame Normdatei: 2104249-4
- Virtual International Authority File: 133203554